# 平市
平市（たいらし）は、かつて福島県の浜通りにあった市。1966年（昭和41年）10月1日に他13市町村と新設合併しいわき市となった。現在のいわき市平地区にあたる。

## 歴史

### 古代
- 国造が分立した7世紀前半には、現在のいわき市平地区は、石城国造の所管であった。
- 奈良時代当初の718年から728年までは、令制国では陸奥国ではなく石城国に属していた。しかし、728年には陸奥国に編入された。
- 平安時代初期の桓武天皇政権下では、現在の常磐バイパス北口付近に大國魂神社が設立された。

### 好嶋西荘の中心・岩城氏の本拠地
- 11世紀後半：前九年戦争と後三年戦争では源氏勢が通過し、これをきっかけに飯野八幡宮が建設された。
- 12世紀：岩城氏が一帯で勢力をふるい、郊外に白水阿弥陀堂を建立した。好嶋荘が立荘されると西方（西荘）の政所が飯野郷[1]に置かれた。
- 足利時代には、現在の平白土地区に白土城が建設され、岩城氏の本拠地となった。
- 15世紀の中頃に、岩城氏の本拠地が白土城から西北西4kmに位置する大館に移った。
- 16世紀初頭に、「平」が史料に現れるようになるが、当時[2]は大館周辺の地名だった。

### 磐城平藩の城下町
- 1602年：岩城氏が改易され、後に亀田に移転させられた。代わって鳥居忠政が磐城平藩を樹立すると、名前が「磐城平」に変更され、藩政時代には徳川譜代大名が治める城下町となった。
- 磐城平城下では、文化として「じゃんがら念仏踊り」が創作された。又、安藤氏が藩主だった時代には、現在の飯野八幡宮の近くに藩校施政堂が設立された。
- 1868年：戊辰戦争によって磐城平城が焼失した。

### 戊辰戦争後
- 1869年1月19日：明治政府によって陸奥国が分割され、磐城平は磐城国に入れられる。
- 1871年8月29日：廃藩置県によって磐城平藩は平県となり、磐城平は平県の県庁所在地となる。
- 1872年1月9日：平県と中村県（旧中村藩）が合併して磐前県が成立し、引き続き県庁所在地になる。
- 1876年8月21日：磐前県・福島県 (中通り)・若松県 (会津)が合併して現在の福島県が成立し、これ以後は福島県に属する。
- 1889年4月1日：町村制施行に伴い、平町が単独町制施行して磐前郡平町となる。
- 1896年4月1日：郡の合併により石城郡平町となる。
- 1897年2月25日：常磐線平駅（現いわき駅）開業。
- 1937年6月1日：平町が平窪村と合併して平市となる。
- 1945年3月〜7月：平空襲により被災。
- 1949年6月30日：平事件が勃発。
- 1950年：4月1日に飯野村、5月15日に神谷村を編入。
- 1954年10月1日：豊間町、夏井村、高久村、草野村を編入。
- 1955年2月11日：赤井村の一部を編入。
- 1966年10月1日：磐城市・内郷市・常磐市・勿来市・小川町・遠野町・久之浜町・四倉町・大久村・川前村・田人村・三和村・好間村と合併し、いわき市の一部となる。旧平町域（大字なしの地域）はいわき市平となり、その他の大字には「平」の冠称がつけられる。

## 行政

### 歴代市長
『市制30年のあゆみ』による。
- 青沼鋒太郎：1937年6月1日 - 1937年8月19日（臨時市長代理）
- 青沼鋒太郎：1937年8月20日 - 1941年7月31日
- 猪瀬乙彦：1941年8月9日 - 1945年7月11日
- 伊藤秀吉：1945年7月14日 - 1946年11月28日
- 鈴木辰三郎：1947年4月10日 - 1951年4月5日
- 諸橋久太郎：1951年4月23日 - 1963年4月30日
- 大和田弥一：1963年5月1日 - 1966年9月30日